# Теплоэнергетика
Теплоэнергетика — отрасль энергетики и теплотехники, занимающаяся преобразованием теплоты в другие виды энергии, главным образом в механическую и через неё в электрическую, то есть производством тепловой и электрической энергии занимается именно теплоэнергетика. 
Основа всей энергетической системы мира составляет теплоэнергетика. 2/3 электростанций в мире работают на тепловых циклах, преимущественно Цикл Ренкина (Rankin cycle) на водяном паре и Цикл Брайтона в газовой турбине. 
Теоретическую основу теплоэнергетики составляет термодинамика, тепломассообмен и механика жидкости и газа. 
Главной задачей теплоэнергетики является проблема рационального использования тепловой энергии в промышленности и коммунальном хозяйстве. Предметом изучения теплоэнергетики являются термодинамические циклы и схемы энергоустановок, степень их совершенства, вопросы горения топлива, теплообмена, теплофизические свойства рабочих тел и теплоносителей и др. 
Преобразование тепловой энергии осуществляется в различных машинах, аппаратах и устройствах, которые делятся на:
- генерирующие: Теплогенератор, печь
- аккумулирующие: Солнечный коллектор
- преобразующие: паровая турбина
- транспортирующие: Теплотрасса, Теплообменник
- потребляющие: Отопительный прибор

Техническую основу современной теплоэнергетики составляют теплосиловые установки тепловых электростанций (ТЭС), которые состоят из котлоагрегатов и паровых турбин.

## Теплоэнергетика как составная часть энергетики
Теплоэнергетика в мировом масштабе преобладает среди традиционных видов, на базе угля вырабатывается 46 % всей электроэнергии мира, на базе газа — 18 %, еще около 3 % — за счет сжигания биомасс, нефть используется для 0,2 %. Суммарно тепловые станции обеспечивают около 80 % от общей выработки всех электростанций мира.
На 2013 год, средний КПД тепловых электростанций был равен 34 %, при этом наиболее эффективные угольные электростанции имели КПД в 46 %, а наиболее эффективные газовые электростанции — 61 %.
В России на 2009 год 47 % электричества было выработано за счет сжигания газа, 18 % — угля. Гидроэнергетика и атомные станции выработали по 17 и 16 % соответственно.
В Казахстане на долю тепловых электростанций приходится 88 % вырабатываемой электрической и тепловой энергии. Остальные 9 % - это гидроэлектростанции и 3% - это возобновляемые источники энергии (ветро и солнечные станции). Угольные электростанции Казахстана имеют долю в 74 %, Электростанции на природном газе - 11 % и на жидком топливе (мазут, дизельное топливо) - 4%. Суммарно по Казахстану действует 69 тепловых электростанций: 8 национальных и 61 частная.
Энергетика таких стран мира, как Польша и ЮАР практически полностью основана на использовании угля, а Нидерландов — газа. Очень велика доля теплоэнергетики в Китае, Австралии, Мексике.
По прогнозу Европейской ассоциации по производству электроэнергии и тепла (VGB Power Tech. E.V.) производство энергии до 2030 года будет ежегодно расти на 1,3 % для ЕС и 2,5 % для остальных стран, потребность в электроэнергии в странах ЕС увеличится с 3,0 ТВт в 2002 г. до 4,4 ТВт в 2020 г.

## Автоматизация и автоматизированное управление в теплоэнергетике
Важнейшим признаком энергетической системы, отличающей ее от других крупных промышленных и производственных объединений, является одновременность процессов производства, распределения и потребления электрической энергии, обусловленная невозможностью складирования готовой продукции и недопустимостью небаланса между суммарными мощностями, генерируемыми электростанциями и потребляемыми в энергетической системе. Изменение количества генерируемой мощности неизбежно ведет к изменению ее потребления. Этот процесс, как правило, сопровождается изменением параметров режима работы энергетической системы: напряжений, токов, частоты сети и др.
Энергетическая система в целом относится к так называемым большим системам, поскольку она состоит из взаимодействующих друг с другом подсистем.
Быстрое развитие автоматизации в теплоэнергетики выявило ряд проблем управления. Таковыми являются:
1. Большая инерционность динамических характеристик тепловых и материальных процессов.
2. Большая степень неопределённости характеристик объекта управления.
3. Непостоянство во времени характеристик объекта управления, что требует дополнительного времени на подстройку системы управления во время работы.[11]

## Теплоэнергетика как наука
В современном российском образовании существует такое направление подготовки бакалавров как 13.03.01: "Теплоэнергетика и теплотехника", которой обучаются будущие инженеры-теплоэнергетики для работы в котельных, на ТЭС, ТЭЦ и других аналогичных объектах, где есть теплооборудование.
В 1944 году была организована кафедра теплотехники и теплоэнергетики в Северо-западном государственном техническом институте
В 1946 году в Московском энергетическом институте в результате переименования Теплотехнического факультета появился Теплоэнергетический факультет (ТЭФ).  
В 1954 году выходит первый номер журнала Теплоэнергетика, английский аналог которого звучит как Thermal Engineering.
В 1956 году в Куйбышевском индустриальном институте появляется Теплоэнергетический факультет (ТЭФ). В том же году и с тем же названием учреждается факультет в Томском политехническом институте.  
В 1964 году в Уральском политехническом институте организован Теплоэнергетический факультет
В 1971 году в Казанском филиале МЭУ появился Теплоэнергетический факультет, в том же году в Иркутском технологическом университете из кафедры теплотехники выделилась кафедра теплоэнергетики.